# 泳力検定
泳力検定（えいりょくけんてい 英語：Swimming Badge Test）は、1998年（平成10年）に日本水泳連盟が創設した、水泳の技能に関する検定試験である。取得した認定級は、連盟の会長名で公式に認定され、履歴書にも記載できる公式のものである。なお、一般社団法人日本スイミングクラブ協会が実施している「泳力認定」制度とは別物である。
主催企業である株式会社ニチレイの名から、「ニチレイチャレンジ」とも言われている。

## 認定基準
泳力検定基準は1級から7級まであり、それぞれ男女・年齢別に規定の種目・距離でのタイムをクリアすると認定される。
公益財団法人 日本水泳連盟 泳力検定基準表

## 検定料
受検料は1種目300円（会場使用料別途）。合格者は認定証・バッジ代が別途700円必要。また、記録証は100円である。

## 引用
- 公益財団法人日本水泳連盟ホームページ内「泳力検定」